# Vokalmusik
Vokalmusik er musik, hvori den menneskelige stemme spiller en (væsentlig) rolle, dvs. musik for én eller flere sangsolister og/eller kor, evt. ledsaget af instrumenter. Betegnelsen bruges ofte som en modsætning til instrument musik, hvori der udelukkende indgår instrumenter. Kormusik uden instrumental ledsagelse siges at være a capella.

## Historie
Det formodes, at den ældste musik har været vokal, da den kan udføres uden andre hjælpemidler end den menneskelige stemme.
Langt hovedparten af den bevarede musik fra middelalderen og renæssancen er vokalmusik. Først i barokken fik instrumentalmusikken en tilsvarende status som følge af hoffernes større indflydelse i forhold til kirken. Men i alle musikhistoriens perioder har vokalmusik udgjort en væsentlig del af repertoiret.

## Genrer
- Gejstlige genrer
  - Motet
  - Messe (musik/sang)
  - Oratorium
  - Koral
  - Kantate
  - Passion
- Verdslige genrer
  - Chanson
  - Madrigal
  - Opera
  - Lied
  - Vocalise

| Musik | Spire Denne musikartikel er en spire som bør udbygges. Du er velkommen til at hjælpe Wikipedia ved at udvide den. |